# Vanilla girl
『Vanilla girl』（バニラガール）とは、ぶんか社が発行していた女性向けのファッション雑誌である。

## 概要
ぶんか社が発行する『Ranzuki』の姉妹雑誌として2007年4月に創刊。偶数月1日発行にて隔月刊行されていたが、2008年10号をもって休刊。
『Vanilla girl』創刊に伴い、『Ranzuki』所属モデルから比較的白肌だったモデルや創刊を機に白肌になったモデルが移籍し、同誌の中心メンバーとなった。
おもに女子高生層をターゲットとしており、なかでも白肌系ギャルをテーマとしていた。ファッションの傾向としては姫系などのスタイルを中心としていた。

## 在籍モデル
- 青木英李
- 樋口智子
- 平野いえな
- 岩脇麻央
- 高柳真奈美
- 門馬あかね
- 遠藤彰子
- 武居梨恵
- 鈴木那奈
- 八鍬里美
- 佐々木彩乃
- 舟山久美子
- 市倉利紗
- 原明日香
- 津覇雅実
- 岩脇麻衣